# Vaillant-Klasse (1756)
Die Vaillant-Klasse war eine Klasse von zwei 64-Kanonen-Linienschiffen der französischen Marine, die von Noël Pomet entworfen wurde und von 1756 bis 1783 in Dienst stand.

## Einheiten
| Name     | Bauwerft          | Bestellung | Kiellegung       | Stapellauf      | Indienststellung | Verbleib                                                     |
| -------- | ----------------- | ---------- | ---------------- | --------------- | --- | ------------------------------------------------------------ |
| Vaillant | Arsenal de Toulon |            | November 1752    | 1. Oktober 1755 | Juni 1756 | Ab 1783 Hulk in Rochefort zum Mastsetzen bis 1792 eingesetzt |
| Modeste  | Arsenal de Toulon | April 1756 | 12. Februar 1759 | Mai 1759        | Im August 1759 (Seeschlacht von Lagos) durch die Royal Navy gekapert, als Modeste in Dienst, ab 1778 Hulk und 1800 abgebrochen |                                                              |

## Technische Beschreibung
Die Klasse war als Batterieschiff mit zwei durchgehenden Geschützdecks konzipiert und hatte eine Länge von 49,05 Metern (Geschützdeck) bzw. 41,50 Metern (Kiel), eine Breite von 13,16 Metern und einen Tiefgang von 6,39 Metern bei einer Verdrängung von 1150/2200 Tonnen. Sie waren Rahsegler mit drei Masten (Fockmast, Großmast und Kreuzmast). Der Rumpf schloss im Heckbereich mit einem Heckspiegel, in den Galerien integriert waren, die in die seitlich angebrachten Seitengalerien mündeten.
Die Besatzung hatte im Frieden eine Stärke von 491 Mann und im Kriegsfall auf 571 Mann (9 bzw. 11 Offiziere und 480 bzw. 560 Unteroffiziere bzw. Mannschaften). Die Bewaffnung der Klasse bestand aus 64 Kanonen.
|                        | Unteres Batteriedeck   | Oberes Batteriedeck    | Backdeck             | Achterdeck           | Kanonen (Geschossgewicht) |
| ---------------------- | ---------------------- | ---------------------- | -------------------- | -------------------- | ------------------------- |
| Design                 | 26 × franz. 24-Pfünder | 28 × franz. 12-Pfünder | 4 × franz. 6-Pfünder | 6 × franz. 6-Pfünder | 64 Kanonen (249,65 kg)    |
| Modeste (brit. Marine) | 26 × brit. 24-Pfünder  | 28 × brit. 12-Pfünder  | 4 × brit. 6-Pfünder  | 6 × brit. 6-Pfünder  | 64 Kanonen (231,285 kg)   |